# 대한민국 헌법 제15조
대한민국 헌법 제15조는 직업을 선택할 자유를 규정한 대한민국 헌법의 조항이다.

## 본문
모든 국민은 직업선택의 자유를 가진다.

## 국가의 직업선택의 자유보장의무
제10조 모든 국민은 인간으로서의 존엄과 가치를 가지며, 행복을 추구할 권리를 가진다. 국가는 개인이 가지는 불가침의 기본적 인권을 확인하고 이를 보장할 의무를 진다.

### 근로의 의무
제32조② 모든 국민은 근로의 의무를 진다. 국가는 근로의 의무의 내용과 조건을 민주주의원칙에 따라 법률로 정한다.

### 직업행사의 자유제한
제126조 국방상 또는 국민경제상 긴절한 필요로 인하여 법률이 정하는 경우를 제외하고는, 사영기업을 국유 또는 공유로 이전하거나 그 경영을 통제 또는 관리 할 수 없다.

### 직업선택의 자유의 제한
제37조② 국민의 모든 자유와 권리는 국가안전보장·질서유지 또는 공공복리를 위하여 필요한 경우에 한하여 법률로써 제한할 수 있으며, 제한하는 경우에도 자유와 권리의 본질적인 내용을 침해할 수 없다.

## 내용
- 직업선택의 자유-직업결정의 자유, 직업종사(직업수행)의 자유, 전직의 자유[1]
- 영업의 자유

## 주요 판례
- '직업'은 '생활의 기본적 수요를 충족시키기 위한 계속적 소득활동'을 의미하며 그러한 내용의 활동인한 그 종류나 성질을 묻지 아니한다[2]
- 직업의 개념표지들은 개방적 성질을 지녀 엄격하게 해석할 필요는 없다[3]

## 같이 보기
- 대한민국 헌법 제2장
- 대한민국 헌법 제32조
- 대한민국 헌법 제126조
- 신고제
- 등록제
- 자격제
- 지정제
- 특허제
- 금지제